# バルビの聖会話
『バルビの聖会話』（バルビのせいかいわ、伊: Sacra conversazione Balbi, 英: Balbi Holy Conversation）として知られる『聖母子と聖カタリナ、聖ドミニコ、寄進者』（せいぼしとせいカタリナ、せいドミニコ、きしんしゃ、伊: Madonna con il Bambino e i Santi Caterina e Domenico con il donatore）は、盛期ルネサンス期のヴェネツィア派の巨匠ティツィアーノ・ヴェチェッリオが1513年頃に制作した宗教画である。油彩。典型的な聖会話を主題とする作品で、キリスト教の聖人をともなう聖母子を描いている。一般的にティツィアーノ初期の制作と見なされており、ジェノヴァの貴族バルビ家のために描かれた。『バルビの聖会話』という作品名はこのバルビ家のコレクションの一部であったことに由来している。現在はパルマ県トラヴェルセートロのマニャーニ＝ロッカ財団に所蔵されている。

## 作品

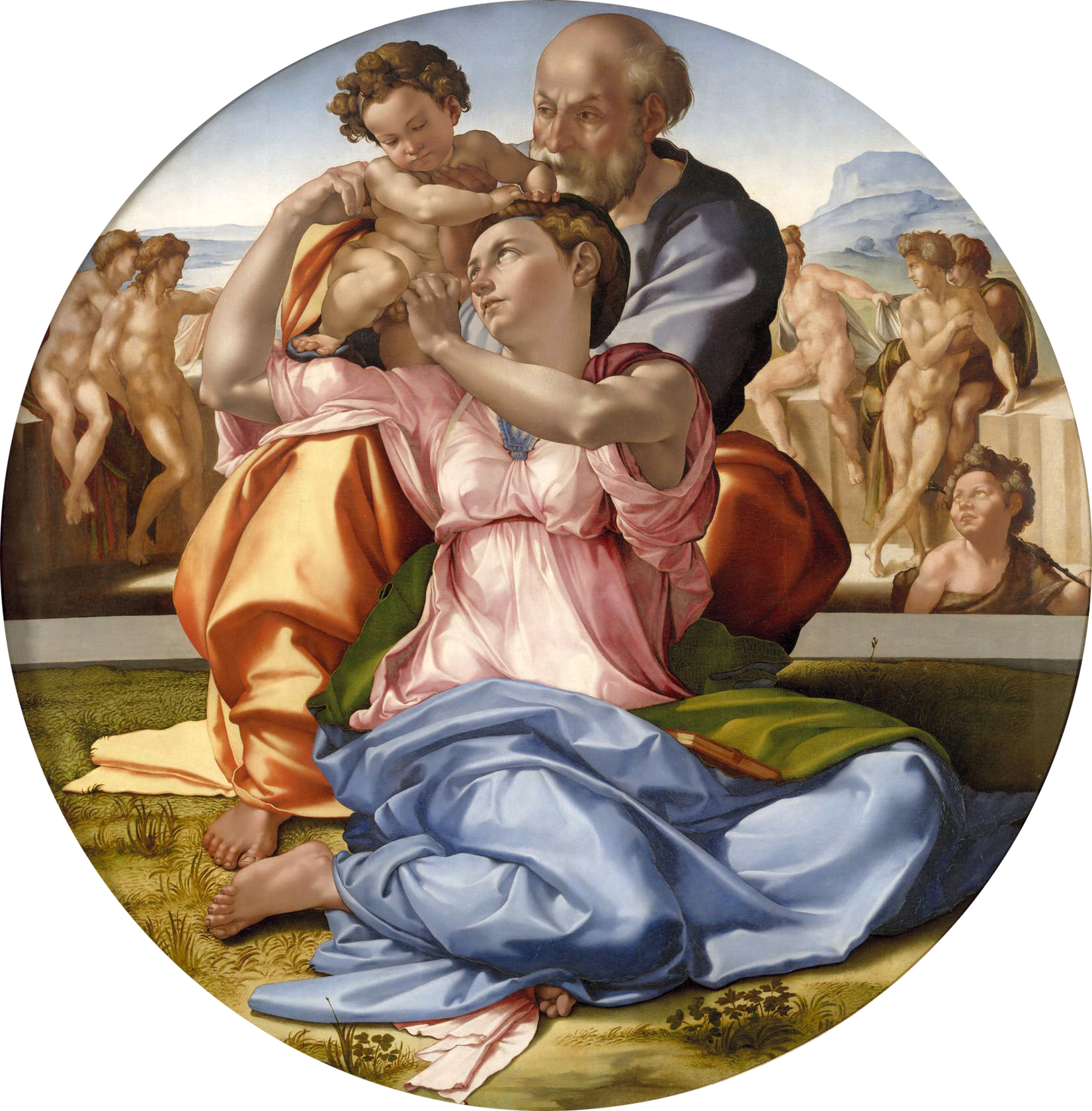
ミケランジェロ・ブオナローティの『聖家族』。1507年頃。ウフィツィ美術館所蔵。

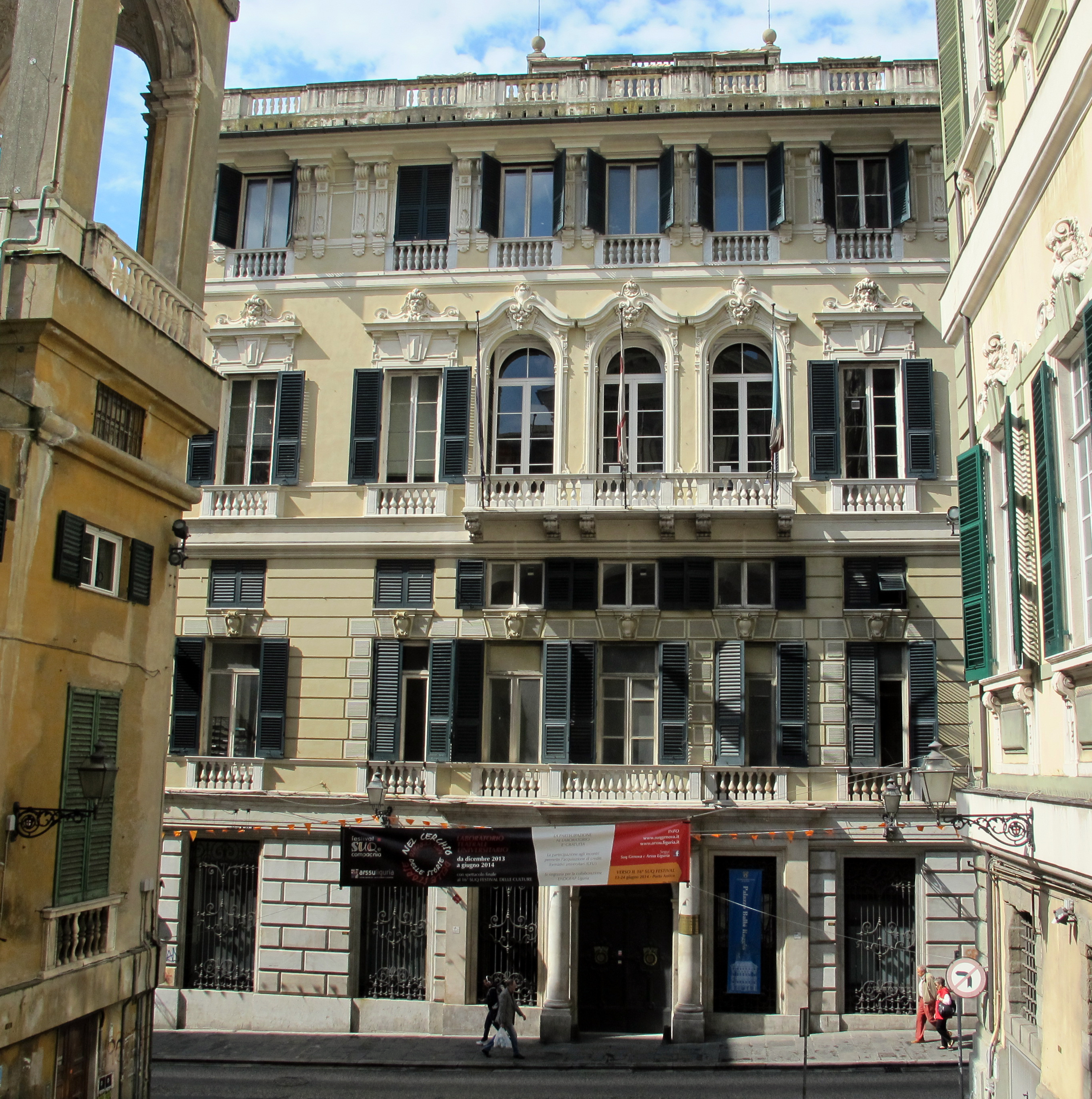
ジェノヴァのバルビ・ディ・ピオヴェラ宮殿。2014年撮影。

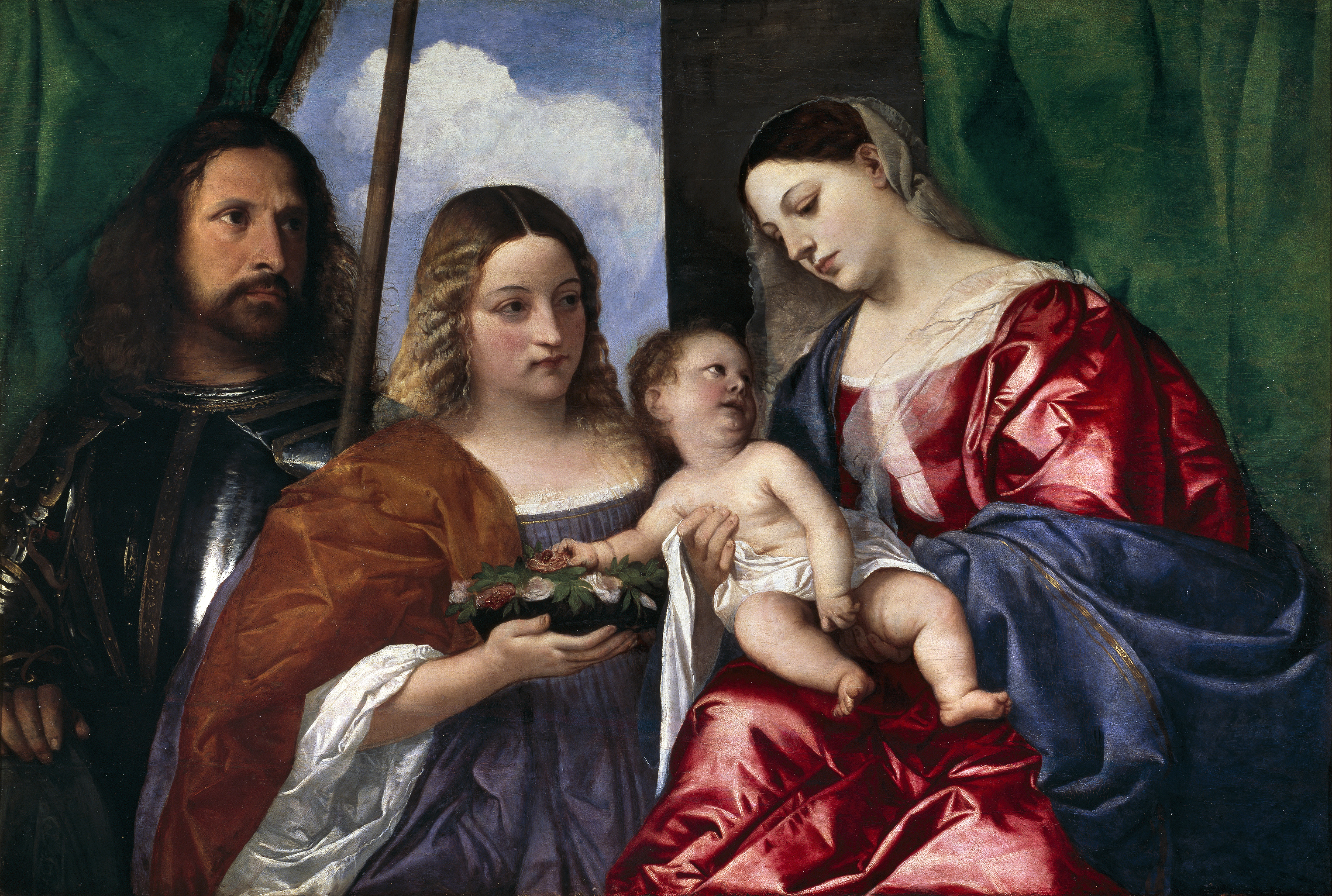
ティツィアーノの『聖母子と聖ドロテア、聖ゲオルギウス』。1515年から1518年。プラド美術館所蔵。

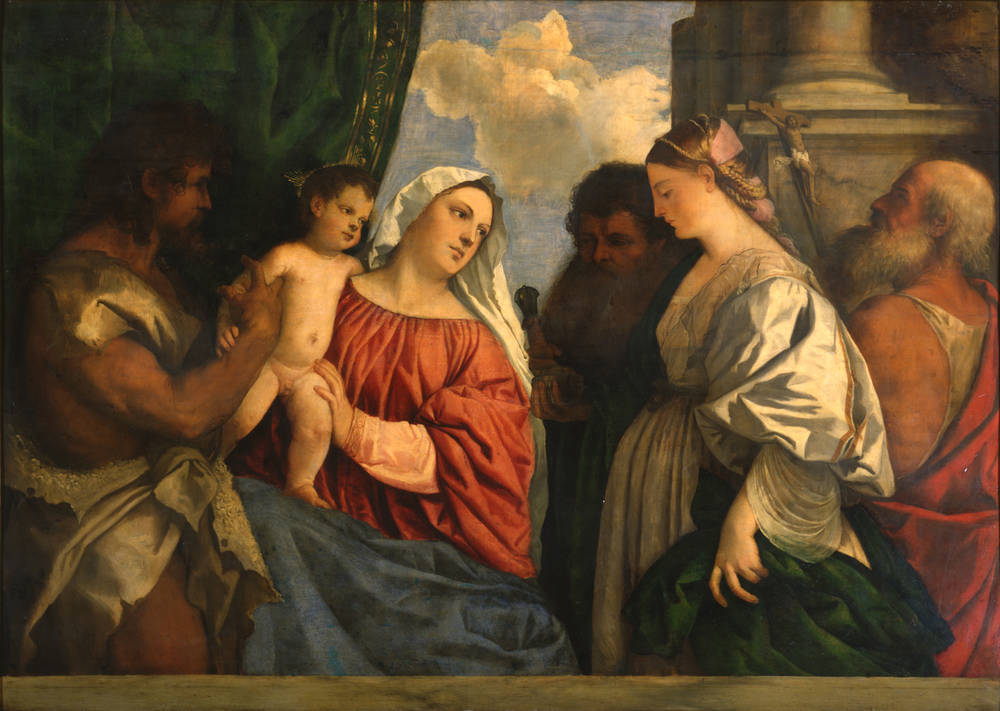
ティツィアーノの『聖母子と聖バプテスト、聖パウロ、マグダラのマリア、聖ヒエロニムス』。1516年から1520年頃。アルテ・マイスター絵画館所蔵。

ティツィアーノは崇拝する聖人たちに囲まれた聖母子を描いている。聖母マリアは真っ赤なドレスと青いマントを身に着け、幼児のイエス・キリストを抱いて座っている。聖母は正面を向きながらもその身体を左側に傾け、ひざまずいて熱心に崇拝する画面右の寄進者と彼を聖母に引き合わせた聖ドミニコのほうを見ている。画面右端にはアレクサンドリアの聖カタリナが聖母子の傍らに座している。金髪の聖女は非常に上品で、明るい白衣の上にかすかに金色を帯びた薄紫色のドレスを着ており、緑のマントが肩から落ちている。彼女のそばにはアトリビュートである破壊された車輪が置かれ、手には剣を持ち、美しい横顔を見せている。そして聖母の太股の上に立っている幼児キリストは聖カタリナのほうを肩越しに見つめている。人物たちの感情の流れは聖人の親密で愛情に満ちた視線や、あるいは寄進者の献身的な視線によって結びつけられている。絵画の画面はティツィアーノの他の初期作品よりもはるかにサイズが大きく、特に低い位置から見た聖母の記念碑的なポーズは野心的である。聖母の壮大な動きはミケランジェロ・ブオナローティに触発されている。聖カタリナは美術史美術館所蔵の『ヴィオランテ』（Violante）と同じモデルに基づいて描かれたことが指摘されている。背景は左右の画面で対照的である。構図は非対称であり、画面左の聖母子と聖カタリナの背景はキャンバスを2つに分割する暗い壁に覆われ、一方の聖ドミニコと寄進者のいる画面右の背景には小高い丘のある風景が広がっている。ティツィアーノは画面左では暗い背景によって人物を際立たせたのに対し、画面右では逆に黒を前景の聖ドミニコと寄進者のマントに使用することで聖人の明るい白の法衣を際立たせ、風景に対して人物を大きなシルエットとして目立たせている。丘の斜面からは緑の木々と塔のある素朴な建物が見え、光と金色の雲が空を活気づけている。
聖カタリナは刺激のある優雅さにおいて『ヴィオランテ』やドーリア・パンフィーリ美術館所蔵の『サロメ』（Salomè）、ウフィツィ美術館の『フローラ』（Flora）、プラド美術館所蔵の『聖母子と聖ドロテア、聖ゲオルギウス』（Madonna tra i santi Giorgio e Dorotea）、アルテ・マイスター絵画館所蔵の『聖母子と聖バプテスト、聖パウロ、マグダラのマリア、聖ヒエロニムス』（Madonna col Bambino tra i santi Battista, Paolo, Maddalena e Girolamo）など、ティツィアーノの半身像の原型でもある。
発注者や制作経緯については不明である。美術史家ゲオルク・グロナウはバルビ一族のヴェネチア分家から依頼されたのではないかと考えている。画面に描かれた熱心に聖母を崇拝している寄進者はバルビ家の出身であろう。

### 帰属
ティツィアーノへの帰属はほとんど疑われていない。オットー・ミュンドラー（Otto Mündler）はベルナルディーノ・リチーニオの作品であると主張したが、ジョヴァンニ・モレッリはこれに反対し、「この優秀な研究者は、ジェノヴァのバルビ・ディ・ピオヴェラ宮殿にあるティツィアーノの初期の素晴らしい作品を、どのようにしてベルナルディーノ・リチーニオの功績に帰すことができたのか、私には理解できません」と述べている。

### 制作年代
制作年代はバーナード・ベレンソン、ロドルフォ・パッルッキーニ、ジャン・アルバート・デラクア、フランチェスコ・ヴァルカノーヴァ（Francesco Valcanove）、ハロルド・エドウィン・ウェゼイ、チャールズ・ホープといった諸学者ともにティツィアーノの初期の作品とする点で一致している。具体的にはベレンソンは1515年頃とし、ヴァルカノーヴァとデラクアはアントウェルペン王立美術館所蔵の『聖ペテロと教皇アレクサンデル6世、ペーザロ司教』（JSaint Peter, Alexander VI e il Vescovo di Pesaro, 1510年-1511年頃）以降の作品とし、ティツィアーノの最古の聖会話の1つと見なした。さらにパッルッキーニは1969年の著書で1513年頃とした。

## 来歴
絵画は1952年まで何世紀にもわたってジェノヴァのバルビ・ディ・ピオヴェラ宮殿に所蔵されていた。しかしバルビ家の財産は3人の相続人に分割されたため売却され、マニャーニ＝ロッカ財団の創設者であるルイジ・マグナーニによって購入された。その後、1978年に設立された財団に収蔵された。

## 影響
ヴェネツィア派の画家パルマ・イル・ヴェッキオはティツィアーノから多くの影響を受けたが、パルマ・イル・ヴェッキオの典型的な宗教画である聖会話は本作品からの影響がうかがえる。アレサンドロ・バラリン（Alessandro Ballarin）によるとティッセン＝ボルネミッサ美術館所蔵の『聖母子と聖人たちと寄進者』（Madonna col Bambino e santi e un donatore）は特に影響が顕著である。またルーヴル美術館所蔵の『若い女性の頭の習作』（Studio della testa di una giovane donna）は本作品の聖カタリナの頭部に対応することも指摘されている。バロック期の画家アンソニー・ヴァン・ダイクはジェノヴァでこの絵画を見ており、おそらく版画から派生したいくつかのスケッチを『イタリア写生帳』（Italiaans schetsboek）に描いている。

## ギャラリー
関連する画像

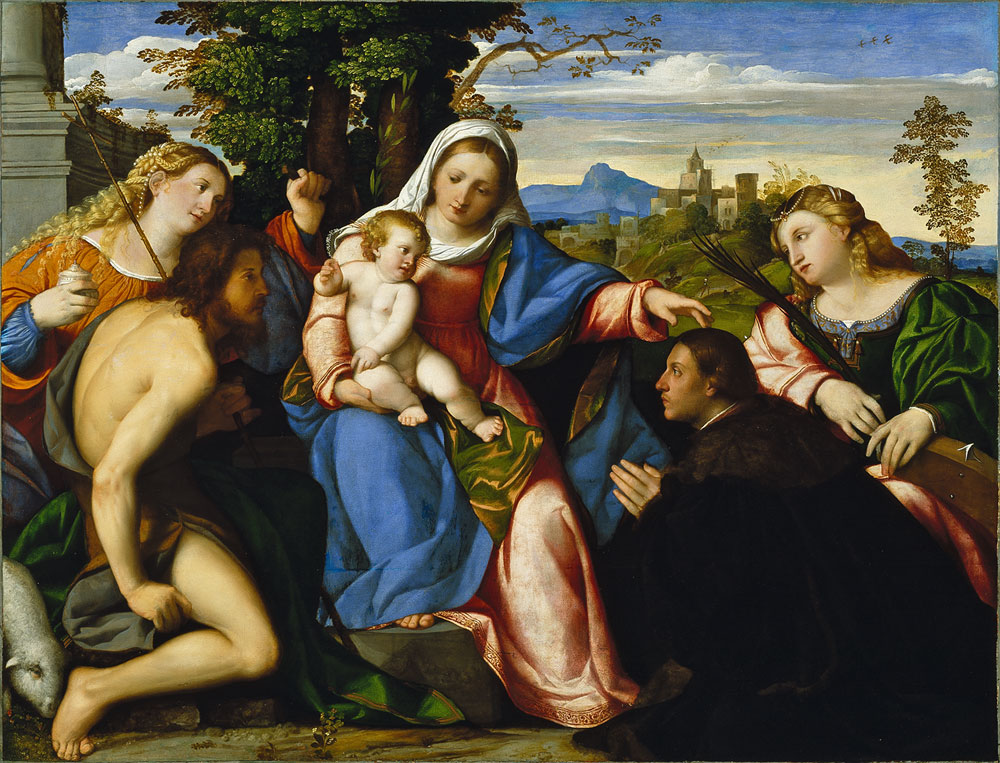
パルマ・イル・ヴェッキオ『聖母子と聖人たちと寄進者』1518年-1520年頃 ティッセン＝ボルネミッサ美術館所蔵
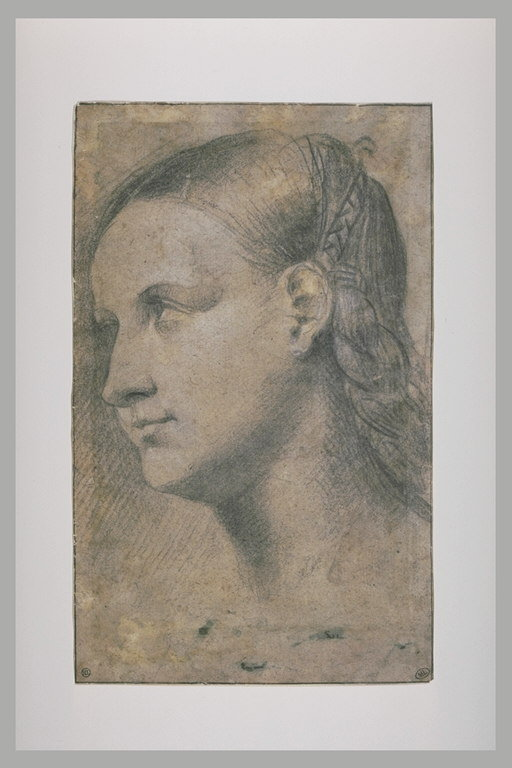
パルマ・イル・ヴェッキオ『若い女性の頭の習作』ルーヴル美術館所蔵

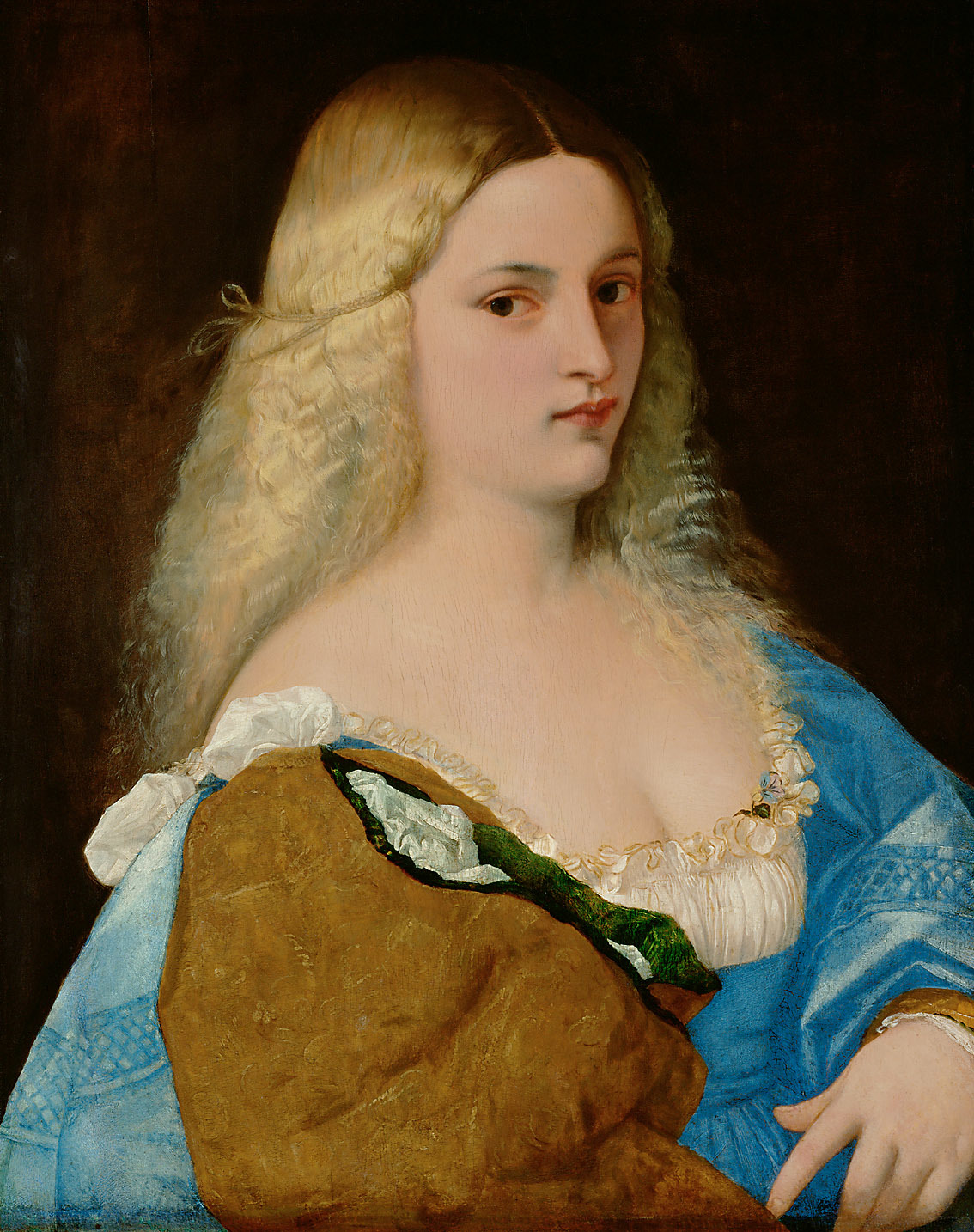
『ヴィオランテ』1510年-1515年 美術史美術館所蔵
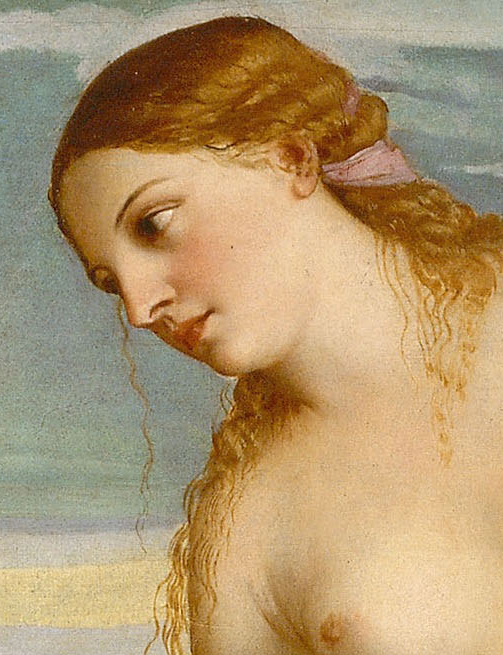
『聖愛と俗愛』1512年-1515年頃 ボルゲーゼ美術館所蔵
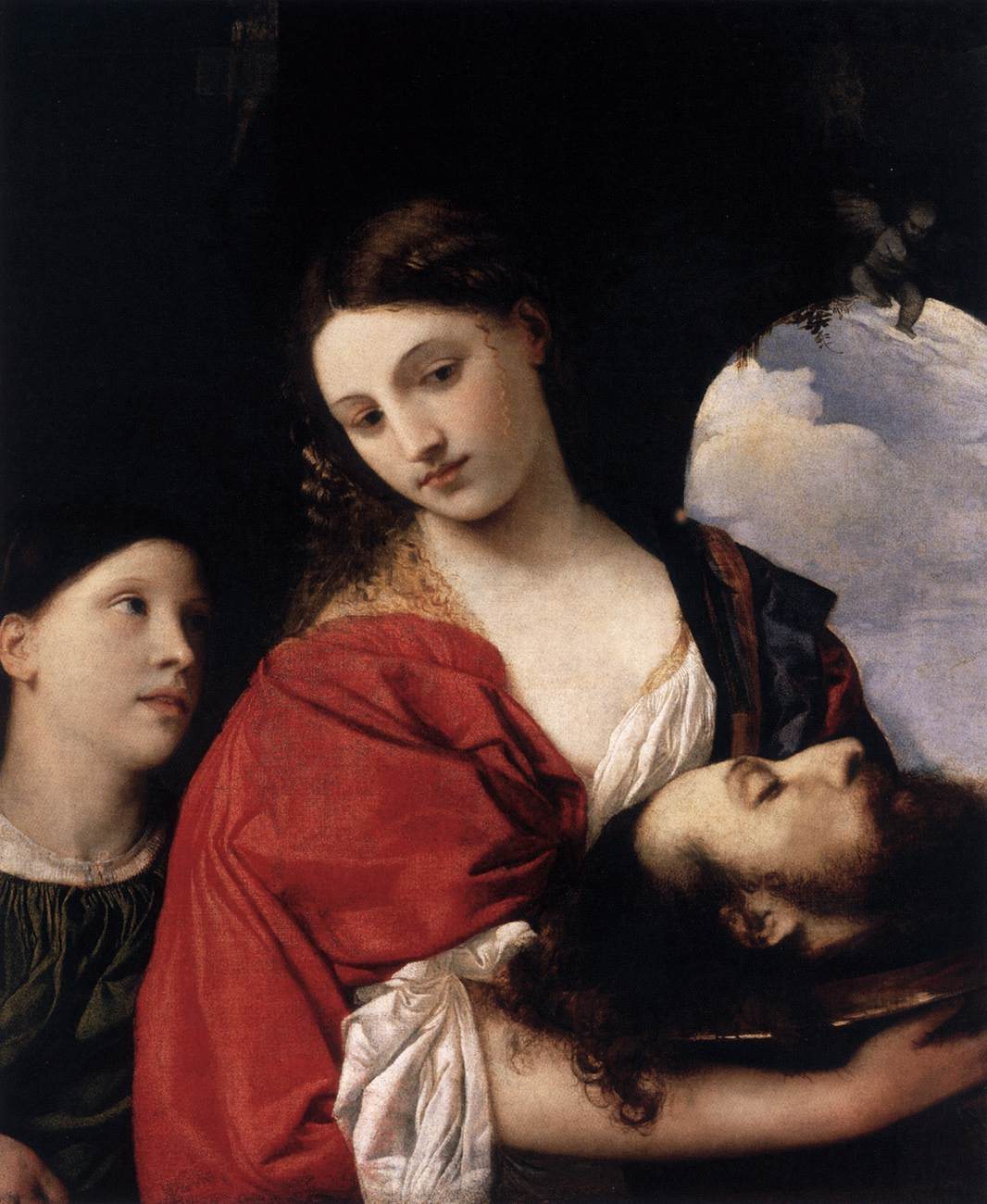
『サロメ』1515年頃 ドーリア・パンフィーリ美術館所蔵
『鏡の前の女』1515年頃 ルーヴル美術館所蔵
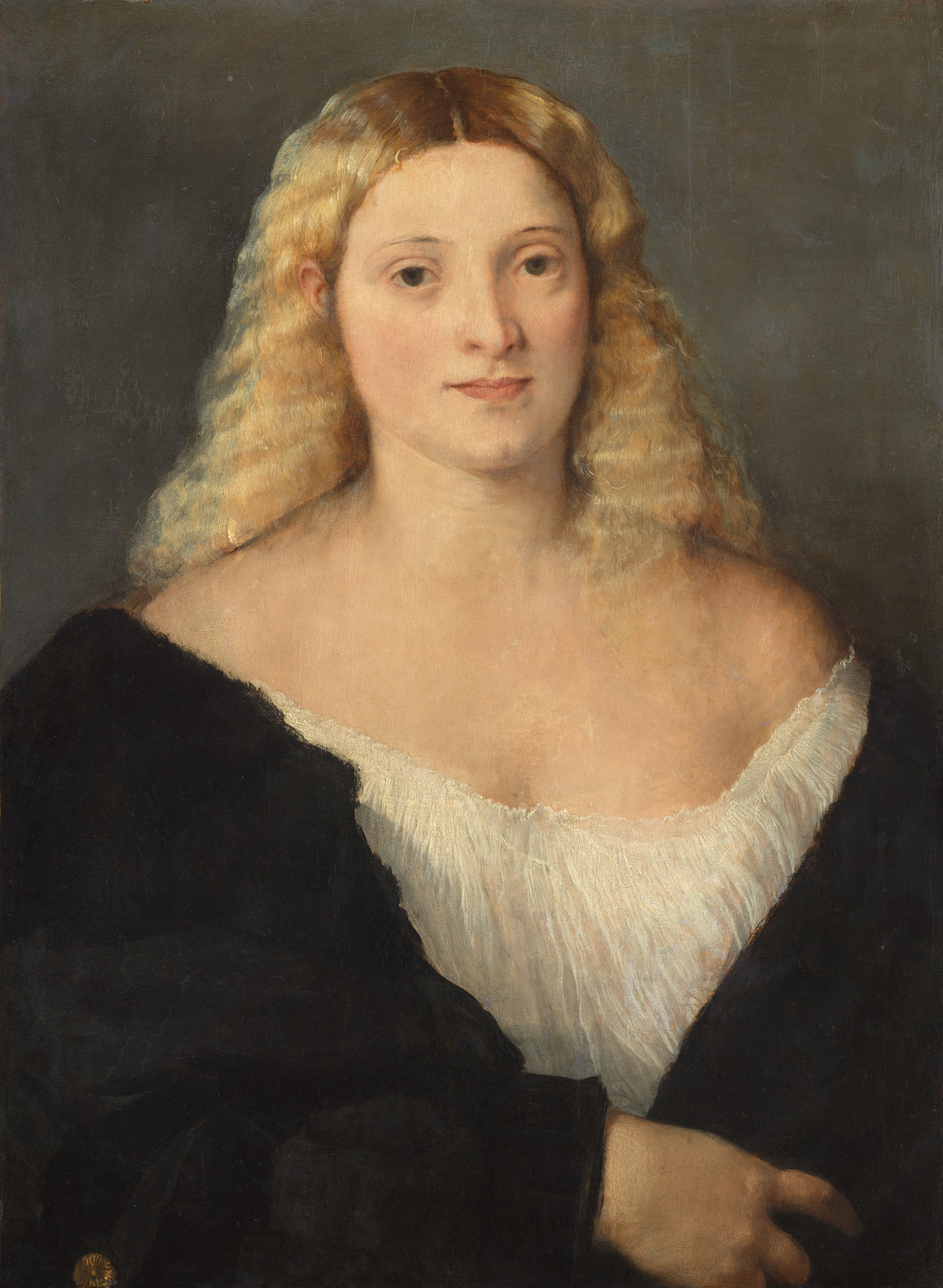
『黒い服を着た若い女性』1515年頃 美術史美術館所蔵
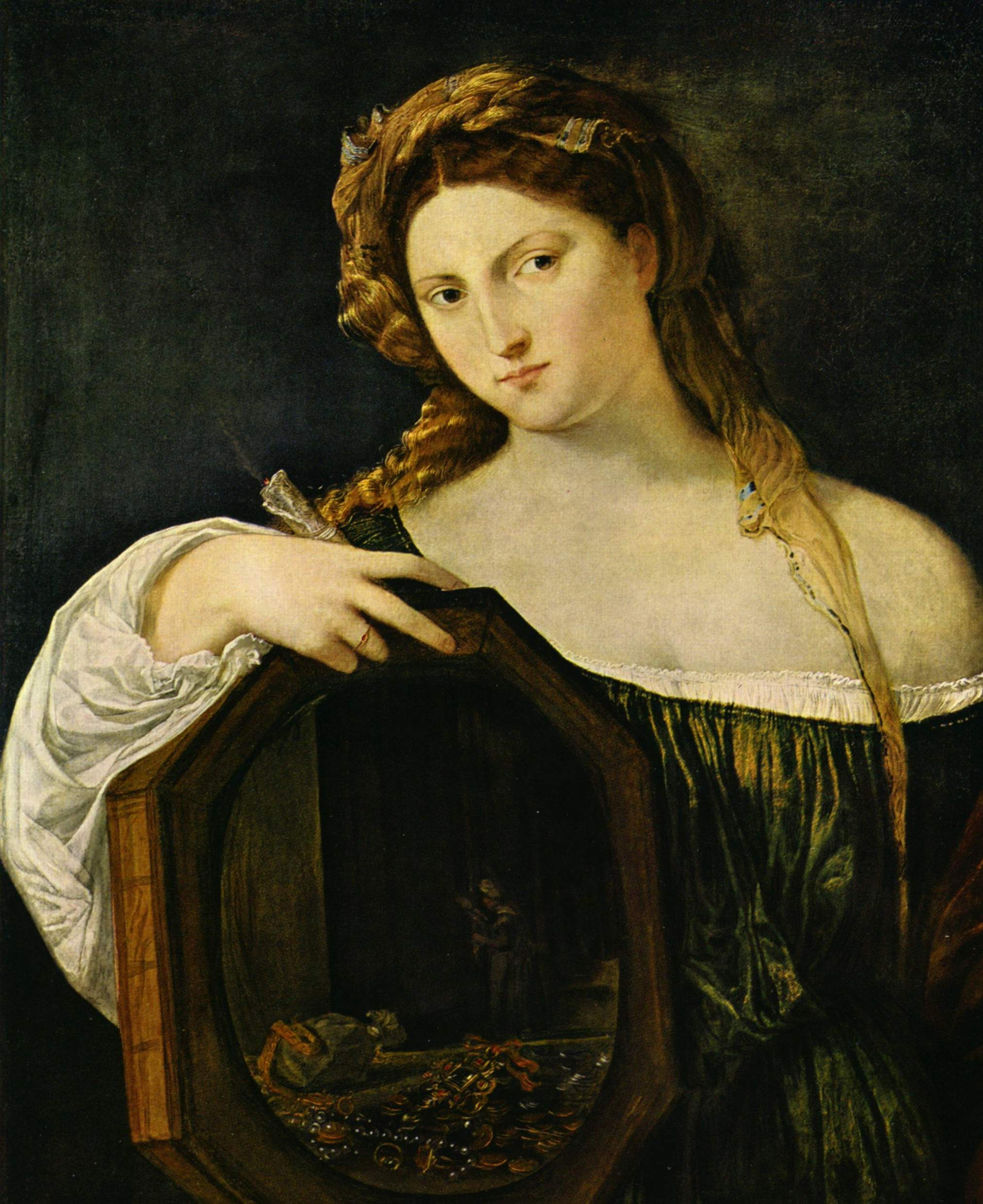
『ヴァニティ』1515年頃アルテ・ピナコテーク所蔵
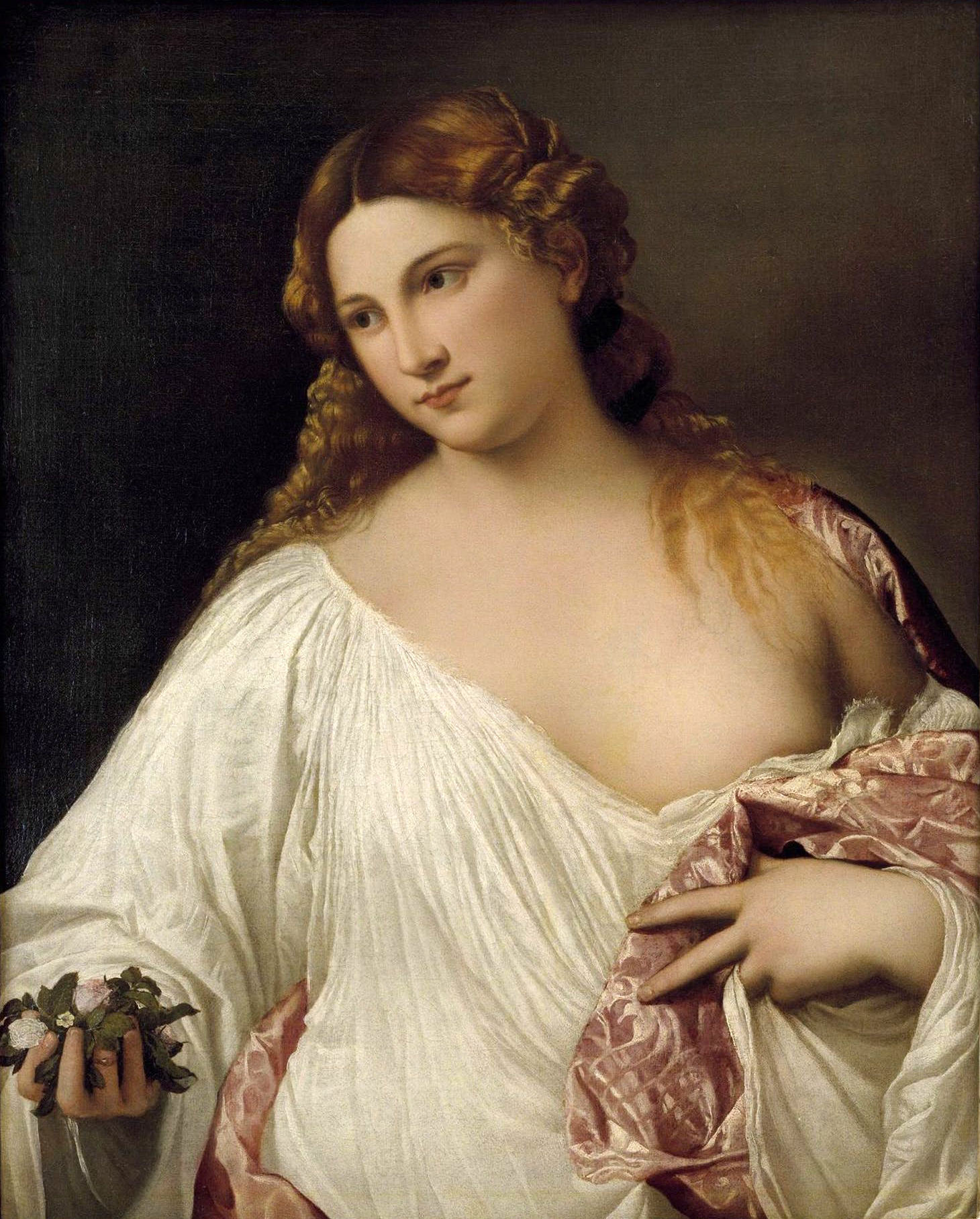
『フローラ』1515年-1520年頃 ウフィツィ美術館所蔵
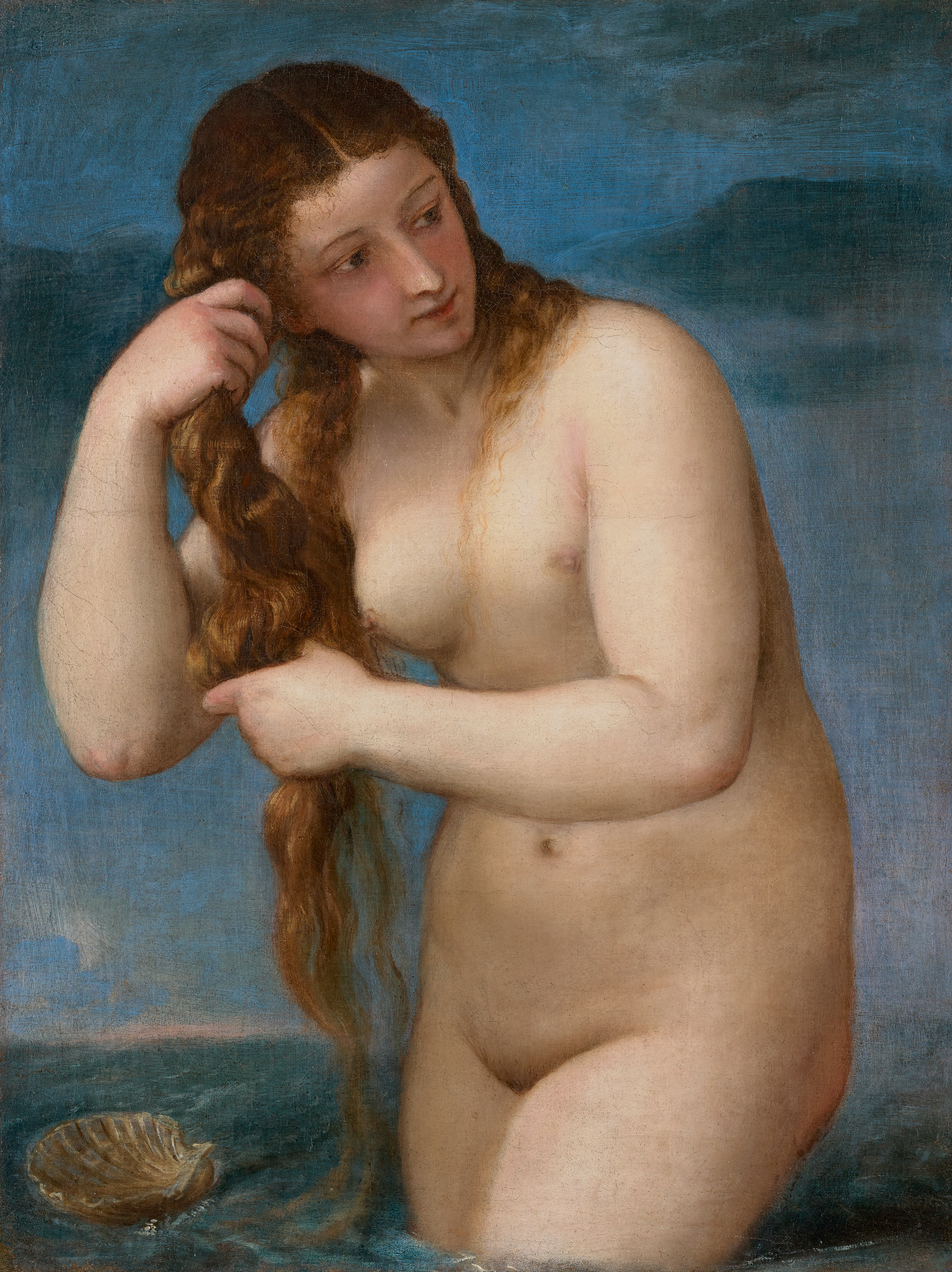
『海から上がるヴィーナス』1520年頃 スコットランド国立美術館所蔵